# Mycoplasma mycoides
Mycoplasma mycoides — вид бактерій роду Mycoplasma з класу Mollicutes. Як і всі мікоплазми, M. mycoides є дрібними мікроорганізмами (0,3-0,8 мкм), що не мають жорсткої клітинної стінки (як наслідок, від зовнішнього середовища їх відокремлює лише цитоплазматична мембрана), й мають чітко окреслений поліморфізм. Цей мікроорганізм — паразит, який мешкає в жуйних. Mycoplasma mycoides містить два підвиди, mycoides та capri, які інфікують велику рогату худобу та дрібних жуйних тварин, таких як кози, відповідно.
Геном M. mycoides є чи не найпростішим з усіх відомих. Це другий вид мікоплазми, для якого повністю синтезована штучна молекула ДНК.

## Mycoplasma mycoides subsp. mycoides
Підвид Mycoplasma mycoides subsp. mycoides, який раніше іменувався Mycoplasma mycoides subsp. mycoides Small Colony (SC) type (MmmSC), відомий як збудник заразної плевропневмонії великої рогатої худоби. Вперше її було виділено в 1898 році Едмондом Нокардом та колегами й вона була першою виділеною мікоплазмою.
Раніше M. mycoides subsp. mycoides іменувалася Asterococcus mycoides.

## Кластер Mycoplasma mycoides
Mycoplasma mycoides належить до кластера Mycoplasma mycoides, або групи Mycoplasma mycoides, групи близькоспоріднених інфекційних мікоплазм, вперше так названої Вайсбургом та колегами.
Кластер sensu stricto містить роди Mycoplasma mycoides та Mycoplasma capricolum і охоплює шість видів та підвидів:
- M. mycoides subsp. mycoides biotype Small Colony (MmmSC)
- M. mycoides subsp. mycoides biotype Large Colony (MmmLC)
- M. mycoides subsp. capri (Mmc)
- M. capricolum subsp. capricolum (Mcc)
- M. capricolum subsp. capripneumoniae (Mccp)
- Mycoplasma sp. 'bovine group 7' (MBG7)

Останній оскаржується щодо того, чи є він окремим видом.
У 2009 році, Мансо-Сілван та колеги запропонували розглядати M. mycoides subsp. mycoides biotype Large Colony рівним M. mycoides subsp. capri. Ба більше, вони запропонували назву Mycoplasma leachii sp. nov. для Mycoplasma sp. bovine group 7 як для окремого виду.

## Синоніми
Синоніми виду охоплюють такі назви:
:
- Asterococcus mycoides Borrel et al. 1910
- Asteromyces peripneumoniae bovis Wroblewski 1931
- Borrelomyces peripneumoniae (Nowak 1929) Turner 1935
- Bovimyces pleuropneumoniae Sabin 1941
- Coccobacillus mycoides peripneumoniae Martzinovski 1911
- Microbe de la péripneumonie Nocard and Roux 1898
- Micromyces peripneumoniae bovis contagiosae Frosch 1923
- Mycoplasma peripneumoniae Nowak 1929
- Pleuropneumonia bovis Tulasne and Brisou 1955

## Проєкт мінімального геному
У 2010 році, в рамках «Проєкту мінімального геному», команда з Інституту Дж. Крейга Вентера синтезувала модифіковану версію (JCVI-syn1.0) геному M. mycoides, довжиною 1 000 000 пар основ, й імплантувала її в бактеріальну оболонку Mycoplasma capricolum з якої було видалено ДНК; було показано, що організм, що утворився, самовідтворюється.
У 2016 році, команда з цього ж Інституту використала гени з JCVI-syn1.0 для синтезу ще меншого геному, який вони назвали JCVI-syn3.0, який складався з 531560 пар основ і містив 473 гени. Порівняння цих двох геномів виявило загальний набір з 256 генів, який, на думку команди, може представляти мінімальний набір генів, необхідних для життєздатності.